# Wairau Fault
Die Wairau Fault ist eine der vier großen aktiven geologischen Verwerfungen in der Region Marlborough auf der Südinsel von Neuseeland, die der Marlborough Fault Zone (MFZ) zugeordnet wird.

## Namensherkunft
Der Name der Verwerfung lässt sich aus dem Namen des Flusses Wairau River ableiten, entlang dessen sich die Verwerfung bis zur Küste und der Mündung des Wairau River in Cook Strait hinzieht.

## Geographie
Die Wairau Fault schließt sich im Tasman District nahe dem Lake Rotoiti an das nordöstliche Ende der Alpine Fault an und durchquert den mittleren Teil des Marlborough District in eine ostnordöstliche Richtung. Die Verwerfung besitzt eine Länge von rund 118 km über Land, folgt über rund 100 km davon südlich der Richmond Range entlang des Wairau River und verlässt nordnordöstlich von Blenheim in der Te Koko-o-Kupe / Cloudy Bay die Landmasse der Südinsel. Die Fault reicht noch ca. 13 weitere Kilometer in die Cook Strait hinein, die die Südinsel von der Nordinsel trennt.

## Geologie
Die Verwerfung der Wairau Fault ist an der Oberfläche sehr schwer zu erkennen, da in vielen Bereichen der Verwerfung Landwirtschaft betrieben wird und der Boden intensiv bearbeitet wurde. Erst im Jahr 1967 gelang es durch Luftaufnahmen aus großer Höhe, die von der neuseeländischen Luftwaffe erstellt wurden, die Verwerfungslinie zu erkennen. Auch wird vermutet, dass die Wairau Fault möglicherweise eine Verbindung zur Ohariu Fault besitzt, die sich auf der Nordinsel westlich von Wellington von der Küste der Cook Strait nach Nordnordosten hinzieht.
Im Bereich der Marlborough Fault Zone verschiebt sich die Pazifische Platte konvergierend gegen die Australische Platte. Für die Wairau Fault bedeutet dies ja nach Untersuchung eine messbare Verschiebung von 3,5 bis 5,5 mm pro Jahr.

## Erdbeben-Ereignis
Obwohl die Wairau Fault als eine aktive Verwerfung angesehen wird, ist derzeit kein Erdbebenereignis bekannt, das in den letzten 800 Jahren von dieser Verwerfung ausgegangen ist. Der Verwerfung wird das Potenzial zugeordnet, in Zukunft Erdbeben von großer Stärke auszulösen. In den letzten 6000 Jahren müssen laut geologischen Untersuchungen fünf Erdbeben aufgetreten sein, die mindestens die Stärke 7 auf der Momenten-Magnituden-Skala hatten. Das letzte Beben, verursacht durch die Wairau Fault, fand vermutlich zwischen 200 und 1000 Jahren n. Chr. statt.